# Стара Зихна
Стара Зихна или Зихна (грч. Παλιά Ζίχνη, Палеа Зихни) је бивши средњовековни град и село у североисточној Грчкој. Налази се у општини Зиљахово, која припада округу Сер у покрајини Средишњој Македонији.

## Историја
За време византијске власти, средњовековна Зихна је била значајан град и седиште Зихнијске епархије. Средином 14. века, за време владавине Стефана Душана (1331-1355), Зихну су освојили Срби. За време владавине цара Уроша (1355-1371), Зихна је била део Серске области којом је владао деспот Угљеша. Након успостављања османске власти крајем 14. века град је почео да опада, тако да је временом сведен на мало место, а потом на данашње село.

## Становништво
Према бугарском географу и историчару, Василу Канчову, у Зихни је 1900. године живело 260 Турака хришћана и 150 Турака муслимана. Током Балканских и Првог светског рата село је настрадало и већи део мештана је избегао, тако је после рата остало 80 житеља. Године 1923. насељено је 14 грчких избеглица, те је на попису из 1928. године имала 21 становника. Зихна је до пописа 1961. године била насељена.